# Улдза
У́лдза (монг. Улз гол — Улз-Гол, устар. передача — Улдза-Гол, Ульдза-Гол, Ульдзя) — река, протекающая в Монголии и частично в Забайкальском крае России.
Река берёт начало в восточных отрогах хребта Хэнтэй, протекает преимущественно по степным равнинам северо-восточной части Монголии; в низовьях разделяется на рукава и впадает в озеро Барун-Торей близ границы Монголии и России.
Длина реки составляет 425 км, из них 409 км она течёт по территории Монголии. В России находится лишь устьевая часть реки длиной всего 16 км. Площадь водосбора — 26 900 км², 95 % из которых приходится на Монголию. Среднегодовой сток в устье составляет 0,28 км³.
Ледяной покров на реке обычно устанавливается в конце октября, разрушается в апреле; местами река промерзает до дна, вследствие чего образуются многочисленные наледи. Половодье приходится на весну, летом и осенью случаются дождевые паводки. На протяжении последних 60 км течения река периодически пересыхает. Используется для водоснабжения скотоводческих хозяйств.
Код в ГВР — 20030120012118100089036.